# Кишинёвская духовная академия
Кишинё́вская духо́вная акаде́мия (сокр. КишДА; рум. Academia Teologică din Chișinău) — теологическое высшее учебное заведение Молдавской митрополии Русской православной церкви в городе Кишинёве созданное для подготовки христианского духовенства как в столице Молдавии и во всей стране, а также научных сотрудников по специальности «Основы богословия».

## История
В 1813 году, одновременно с образованием Кишинёвской епархии, по инициативе Святителя Гавриила Бэнулеску-Бодони, Митрополита Кишинёвского и Хотинского в Бессарабии была открыта Кишинёвская духовная семинария ставшая первым учебным заведением такого уровня в Молдавии.
В июне 1940 года, в результате подписания пакта Молотова — Риббентропа, Румыния была вынуждена уступить Бессарабию и Северную Буковину Советскому Союзу и в результате была образована Молдавская ССР. КишДС почти сразу была упразднена большевиками, разделив судьбу десятков других семинарий находившихся на территориях находящихся под юрисдикцией советской власти Только после распада СССР, Кишинёвская семинария восстановила работу.

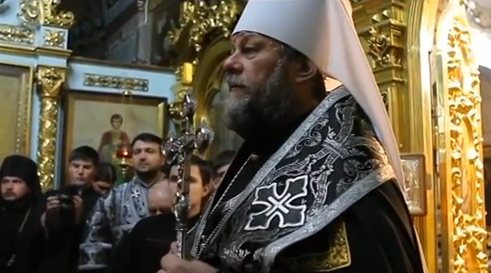
Митрополит Владимир (Кантарян) — первый ректор КишДА

С открытием новых храмов, Молдавская митрополия, как впрочем и остальные митрополии на постсоветском пространстве испытывала острый дефицит в высокообразованных священнослужителях, однако получение высшего образования за рубежом было связано со множеством трудностей. Исходя их этого, решением Священного Синода от 17 июля 1997 года, из богословского факультета при Молдавском государственном университете, была образована Кишинёвская духовная академия — первый духовное высшее учебное заведение страны и пятая по счету духовная академия Русской православной церкви.
После возрождения КишДС сперва находилась при Свято-Вознесенском Ново-Нямецком монастыре в селе Кицканы, но потом переехала в Кишинёв в здание, которое занимала до присоединения Бессарабии и Северной Буковины к СССР. Здесь же стали обучаться и первые студенты КишДА (до того здание являлось одним из корпусов Государственного университета Молдовы). Через некоторое время Семинарию и Академию, под предлогом того, что знание находится в аварийном состоянии, переселили в гораздо более скромный корпус бывшего профессионально-технического училища Кининёва на Измаильской улице, где они и находятся в настоящее время; при этом КишДС является структурным подразделением КишДА.
Первым ректором Кишинёвской духовной академии стал митрополит Кишинёвский и всея Молдовы Владимир Кантарян. Декан Андрей Ойстрик.
В 2017-2018 учебном году в Кишинёвской духовной академии обучались 228 студентов. Существует  заочная форма обучения, которая  пользуется наибольшим спросом (отчасти это связано с тем, что при Академии пока нет своего студенческого общежития). Среди учащихся, помимо молдаван, есть граждане России, Румынии и Украины.